# Alexandre Routskoï
Alexandre Vladimirovitch Routskoï (en russe : Александр Владимирович Руцкой), né le 16 septembre 1947 à Proskouriv en URSS (désormais en Ukraine), est un militaire soviétique puis homme d'État russe.
Il est vice-président de Boris Eltsine du 10 juillet 1991 au 4 octobre 1993 et président non reconnu de la fédération de Russie pendant deux semaines durant la crise constitutionnelle russe de 1993. Il est ensuite gouverneur de l'oblast de Koursk.

## Biographie
Il est militaire de carrière dans l'armée de l’air soviétique à partir de 1966. Ayant le grade de colonel, lors de la première guerre d'Afghanistan où il effectue 438 missions de bombardement, il est abattu une première fois le 6 avril 1986 par un missile FIM-43 Redeye par les moudjahids afghans, puis une seconde fois dans la nuit du 4 août 1988 alors qu'il volait sur un Su-25 au-dessus du Pakistan par un F-16 de la Pakistan Air Force. Libéré, il reçoit le titre de héros de l'Union soviétique.
Il devient député au printemps 1990 de la république socialiste fédérative soviétique de Russie.
Routskoï se trouve au centre de la crise constitutionnelle russe de 1993. Après la victoire de Boris Eltsine au référendum du 25 avril 1993 qui lui donne la « légitimité démocratique » face au Congrès des députés du peuple de Rouslan Khasboulatov, le Président essaie de pousser son avantage en convoquant une Assemblée constituante. Le Congrès n'accepte pas de céder la place et la tension monte entre les deux camps. Routskoï soutient le camp conservateur et la légitimité du Congrès. Il se lance avec Eltsine dans des accusations de corruption réciproque et il est finalement démis de ses fonctions le 1er septembre 1993.
Le 21 septembre, Eltsine dissout le Soviet suprême. En réponse, le Soviet destitue le Président et le remplace par l'ancien vice-président (le poste n'ayant pas été pourvu) Routskoï. Il devient alors président par intérim, bien que ce titre ne lui soit pas reconnu en dehors des partisans des députés conservateurs ayant pour chef le président du Parlement, Rouslan Khasboulatov et Routskoï. À la demande de ce dernier, des manifestants occupent la mairie de Moscou et tentent d'envahir l'immeuble de la télévision. Les affrontements sont meurtriers.
Des commandos donnent l'assaut le 4 novembre sur ordre de Eltisne et arrêtent ces derniers, mettant fin à la crise qui a fait officiellement 142 morts,.
Le 26 février 1994, Boris Eltsine use de son droit de grâce à l'endroit de ses opposants lors de la crise parlementaire de 1993, qui sortent ainsi tous de prison.
Il forme un éphémère mouvement nationaliste, Derjava (« Puissance »), au succès limité, qui appuie à l'élection présidentielle de juin 1996 la candidature de Guennadi Ziouganov (Parti communiste russe).
Il est élu chef de l'administration de l'oblast de Koursk le 23 octobre 1996 avec 78,9 % des voix après une campagne électorale de 36 h, puis gouverneur de 1997. Il occupe cette fonction jusqu'au 18 novembre 2000.

## Distinctions
- Ordre du Drapeau rouge
- Médaille commémorative du 850e anniversaire de Moscou
- Médaille de Défenseur de la Russie libre
- Ordre de l'Étoile rouge
- Ordre de Lénine
- Héros de l'Union soviétique
- Médaille de vétéran des Forces armées de l'URSS